# Murray Hill
|  | Per a altres significats, vegeu «Murray Hill (Kentucky)». |

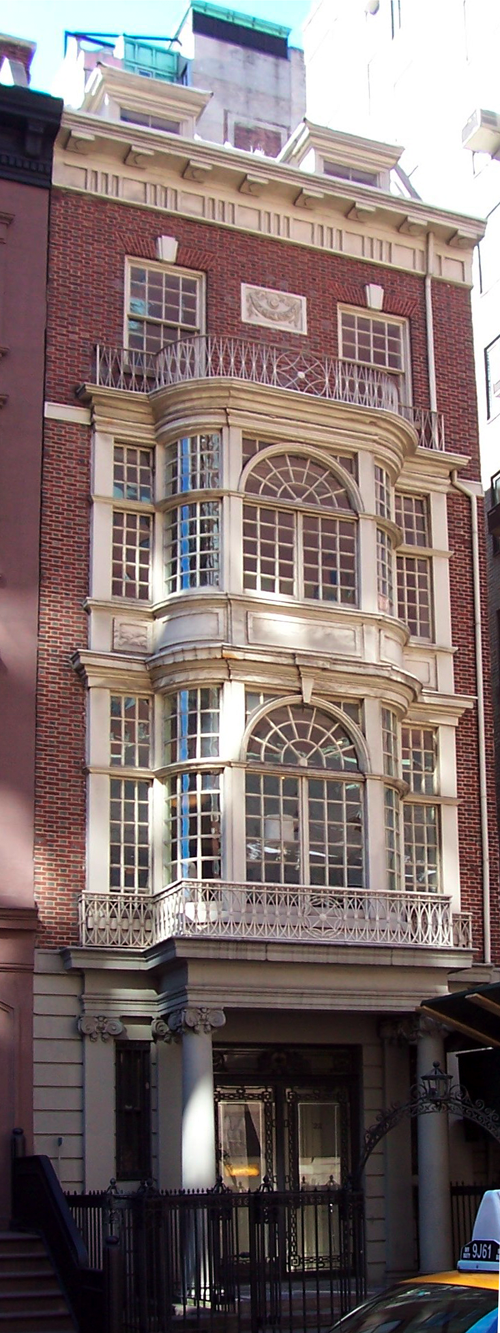
Un immoble del carrer 35 a Murray Hill, Nova York.

Murray Hill és un barri de l'illa de Manhattan a Nova York, el nom del qual prové de la família Murray, uns venedors quàquers que treballaven en el transport marítim. Murray Hill és situat al sud-est del barri de Midtown, a la vora de l'East River. És un enclavament residencial on encara s'hi poden trobar nombroses cases del segle xix intactes. Destaca la Pierpont Morgan Library i el seu museu al 225, Madison Avenue a l'altura del carrer 36.

## Història
Robert Murray (1721-1786), el cap de família, neix a Pennsilvània i va a Nova York el 1753 després d'una curta estada a Carolina del Nord. S'estableix com a venedor el 1762 i lloga a la ciutat una casa i una granja, sobre un terreny que s'estén a la zona sobrealçada, respecte a la resta de l'illa, compresa entre les actuals Madison i Lexington Avenue, i del carrer 33 al 39. Als Murray els agradava de rebre els altres notables de la ciutat. Es pretén que en el moment de l'atac dels Britànics a Kips Bay el 15 de setembre de 1776, després d'haver fet fracassar l'exèrcit americà, el general britànic Sir William Howe va ser convidat a prendre el te amb els Murray, el que va permetre a les forces rebels reagrupar-se al nord de Manhattan i guanyar l'endemà la batalla dels «Alts de Harlem».
Quan Robert Murray va morir el 1786, el seu germà John va esdevenir propietari, mentre que el seu fill Lindley Murray s'havia exiliat a la Gran Bretanya de resultes de la Guerra d'Independència. John va decidir que les seves propietats serien equitativament repartides entre els seus fills.
El 1847, els hereus Murray - que posseïen diverses finques al barri - van fer pressió a la ciutat de Nova York perquè no s'hi introduís la línia de ferrocarril i el seu paradís residencial no fos amenaçat. Es va arribar a un acord, segons el que la municipalitat preveia l'obertura d'avingudes i de carrers segons el traçat d'angle recte que es coneix ara a Nova York. D'aquest acord oficial se'n diu el Murray Hill Restriction, que limita les construccions en «habitatges de pedra o de maó». Hi eren per exemple prohibits: fargues, cerveseries, zoos. Així, a la segona meitat del segle xix, Murray Hill va esdevenir molt preuada per una clientela burgesa per la seva tranquil·litat. El barri va començar només a canviar d'aparença quan els primers gratacels hi van fer la seva aparició als anys 1920. Però una associació continua lluitant per preservar les cases antigues i evitar que es construeixin nous edificis per a ús purament comercial.